# جالیو د کاستیلوس
جالیو د کاستیلوس (به پرتغالی: Júlio de Castilhos) یک منطقهٔ مسکونی در برزیل است که در ریو گرانده جنوبی واقع شده‌است. جالیو د کاستیلوس ۱٬۹۲۹٫۳۸ کیلومتر مربع مساحت و ۱۹٬۲۲۴ نفر جمعیت دارد و ۵۱۳ متر بالاتر از سطح دریا واقع شده‌است.